# ケンジ中尾
ケンジ中尾（ケンジ なかお）は振付・演出家

## 経歴
- 1981年に渡米。6年間American Dance Machine（N.Y）のカンパニーメンバーとして世界中で公演。
- 後にフリーとなり、“A CHORUS LINE”“SHOGUN The musical”“CHU CHEM”等On Broadwayに出演。
- ナショナルツアーでは“KING & I”でルドルフ･ヌレエフ、“WEST SIDE STORY”でビビ･ニュワース、“Gala For Shubert Theatre”ではチタ･リベラと共演。N.Yの“Stepping Out Ballroom and Latin Dance Studio”にて講師を務める。

- 1996年帰国後、本物のショービジネスを知っているオールラウンドな振付家として宝塚歌劇団をはじめ、多方面で活躍している。
- また、“Dance Machine International”（N.Y）ではBoard of Directorとして活躍。

## 主な舞台歴
1980年「アメリカンダンスマシーン」日本凱旋公演
1982年 ミュージカル「JACK」
1983年 ミュージカル「STEPS」
　　　   「A CHORUS LINE」On Broadway　ロングラン記録ガラパフォーマンス
　　　   「WEST SIDE STORY」　ヨーロッパ・アフリカツアー
1985年 「KING & I」ディナーシアター
1989年 「CHU CHEM」On Broadway
1991年 「SHOGUN The musical」On Broadway（唯一人の日本人キャスト）
　
　　　   「SPACE FANTASY MUSICAL 西遊記」ゲスト出演（日本）
2001年「SANCTUARY」「To The Party」

## 主な振付
1992〜宝塚歌劇団N.Yジョイスシアター公演
リハーサルディレクター
同劇団と振付家･講師契約を結ぶ
- 宝塚雪組「晴れた日には永遠が見える」
- 宝塚花組「チャンピオン」
- 宝塚安寿ミラコンサート「Female」
- 宝塚月組･星組「WEST SIDE STORY」アラン･ジョンソンのアシスタント兼通訳
- 大浦みずき「チェ･タンゴ」
- 中国･北京新劇場_落しショー「美好之夜」
- 宝塚月組「から騒ぎ」
- 宝塚宙組「GLORIOUS」
- 宝塚雪組「On The 5th」　ランディ･スキナーの振付コーディネーター
- 宝塚月組「Guys & Dolls」
- 市村正親「海の上のピアニスト」
- ダンスドラマ エモーション「Winter Rose」
- 東京ディズニーシー「Thatﾕs DISNEYTAINMENT」
- 少年隊プレゾン･スペシャル「WEST SIDE STORY」
- グローブ座ミュージカル「キャバレー」
- ジャニーズ 嵐「WEST SIDE STORY」
- リクルート「タウンワーク」CM
- 博品館劇場「6週間のダンスレッスン」
- 新橋演舞場「滝沢演舞場　義経」
- 日本コカ・コーラCM
- 宝塚月組・星組・宙組「Young Bloods!!」
- 小林幸子ディナーショー・コンサート
- 宝塚バウホール「ハローダンシング」全組
- 宝塚花組「アデューマルセイユ」Tango
- 東京芸術劇場「Mr.Pinstripe」振付

## 演出作品
- 2007年5月となり町戦争
- 2007年6月夢二Complex